# Asunción Domènech Domínguez
Asunción Domènech Domínguez, coneguda esportivament com Asun Domènech, (València, 8 de juny de 1957) és una exjugadora de voleibol valenciana.
Col·locadora, competí a la Primera Divisió amb l'Associació Deportiva Cervantes (1982-85), Club Voleibol Tormo Barberà (1985-91), amb el qual guanyà tres Lligues (1985-86, 1986-87, 1989-90) i essent escollida millor col·locadora de la competició (1988-89), i tres Copes de la Reina de forma consecutiva (1987-89). El 1990 s'incorporà al programà ADO i, temporalment, abandonà la competició de clubs la temporada 1991-92 per la preparació esportiva als Jocs Olímpics de Barcelona 1992. Posteriorment, jugà al Club Voleibol Murcia (1992-93), guanyant un altre títol de Lliga, i Club Voleibol Albacete (1993-00), amb el qual aconseguí una Lliga (1995-96) i una Copa de la Reina (1996). Internacional amb la selecció espanyola de voleibol en 170 ocasions, participà als Jocs Mediterranis de 1991 i als Jocs Olímpics de Barcelona 1992, finalitzant en vuitena posició.
Entre d'altres reconeixements, rebé la medalla d'or al Mèrit Esportiu de Castella la Manxa (2000).

## Palmarès
Clubs
- 5 Lligues espanyola de voleibol femenina (1985-86, 1986-87, 1989-90, 1992-93, 1995-96)
- 4 Copes espanyola de voleibol femenina (1987, 1988, 1989, 1993, 1996)

Individual
- Millor col·locadora de la Lliga espanyola de voleibol (1988-89)